# Les Fougerêts
Les Fougerêts en idioma francés y oficialmente, Felgerieg-al-Lann en bretón,  es una localidad y comuna francesa en la región administrativa de Bretaña , en el departamento de Morbihan. 
Sus habitantes reciben el gentilicio de Fougerêtais(es).

## Economía
Se basa principalmente en el sector agrícola, industrial (Yves Rocher) y artesanal 

## Demografía
| 777 | 708 | 644 | 660 | 739 | 788 |
| Para los censos de 1962 a 1999 la población legal corresponde a la población sin duplicidades (Fuente: INSEE [Consultar]) |     |     |     |     |     |